# 似丽叶甲属
似丽叶甲属（学名：Paracrothinium）为金花虫科的一个属。

## 下属物种
本属包括以下物种：
- 紫胸似丽肖叶甲 Paracrothinium cupricolle Chen,1940
- 棕似丽肖叶甲 Paracrothinium latum Pic,1928
- 红似丽肖叶甲 Paracrothinium rufus Medvedev,1993